# Старчево-кришская культура
Старчево-кришская культура (Starčevo-Körös-Criş) — неолитическая культура Подунавья 7—5-го тысячелетий до н. э. Название получила по древнейшим поселениям в Сербии (Старчево у Панчево), Венгрии (на реке Кёрёш) и Румынии (Криш — румынское название реки Кёрёш). Основное занятие — земледелие (пшеница, просо, ячмень), скотоводство, охота и рыболовство. Носители культуры селились в обмазанных глиной плетеных домах, стоявших вблизи рек. Артефакты представлены шлифованными каменными топорами и грубой кухонной керамикой. Сменяется новой волной анатолийских земледельцев — культурой Винча.

## Антропологический облик
Носители культуры относились к средиземноморской расе, что резко выделяло их среди местных мезолитических кроманьонцев, потомков культуры Лепенского Вира.

## Генезис
Старчево-кришская культура имеет анатолийские истоки. Она возникла в местах, где ранее существовала мезолитическая культура Лепенски-Вир, однако не продолжает её традиции, а является новой в антропологическом и культурном плане. Древнейшими памятниками старчево-кришской культуры (прото-Старчево) являются болгарские памятники Анзабегово-Вршник, Гълъбник и Слатина, где найдена характерная белая расписная старчевская керамика. В то же время, старчевская культура не является древнейшей неолитической культурой Балкан — ей предшествует культура монохромной керамики (Крайницы), Ходжа-Чешме III/IV и Неа-Никомедия (красная на кремовом керамика), синхронные анатолийским культурам Улуджак V/IV и Хаджилар VI.

## Деление
Культура делится на отдельные археологические группы со своей территорией и особенностями:
- Старчево
- Караново
- Анзабегово
- Породин
- Кёрёш
- Дудешты
- Овчарово
- Цонево
- Чавдар

## География
Югославия (Старчево), Румыния (Криш), Венгрия (Кёрёш), Болгария (Караново I), Греция (пре-Сескло). На западе культура распространялась до территории Хорватии (район города Бьеловар), где поселения возникли на самой поздней стадии развития.
А. Л. Монгайт отмечает, что керамика, подобная культуре Старчево-Криш, была обнаружена в Испании в пещере Куэва-де-ла-Сарса

Карта с указанием территорий, занятых около 4500 г. до н. э. балканскими неолитическими культурами

## Палеогенетика
У представителя культуры Кёрёш из венгерского местонахождения Tiszaszőlős-Domaháza, жившего примерно 5650—5780 лет до н. э., была обнаружена Y-хромосомная гаплогруппа I2a и митохондриальная гаплогруппа R3. У жившей примерно 5570—5710 лет до н. э. представительницы культуры Кёрёш из венгерского местонахождения Berettyóújfalu-Morotva-liget была обнаружена митохондриальная гаплогруппа K1. У представителей старчевской культуры из местонахождения Alsónyék-Bátaszék, живших около 5700 лет до н. э., были обнаружены Y-хромосомная гаплогруппа F и митохондриальные гаплогруппы T1a и T2b. Также у представителей старчево-кришской культуры были обнаружены Y-хромосомные гаплогруппы G2a, G2a2b, H2 и митохондриальные группы H, H5, HV0, J, J1c, K, K1, K1a, N1a1, N1a1a, N1a1a1b, T2, T2c, T2e, X2, V, V6, W, U3, U4.